# Русанов, Владимир Дмитриевич
Владимир Дмитриевич Русанов (1 декабря 1929 года, Москва — 15 декабря 2007 года, там же) — учёный-физикохимик, специалист в области плазменных процессов, мембранных технологий получения водорода. Действительный член Российской академии наук (1992). Директор отделения Российского научного центра «Курчатовский институт».

## Биография
Владимир Дмитриевич Русанов родился 1 декабря 1929 года.
В 1952 году окончил с отличием физфак Московского государственного университета. В 1957 году защитил в ФИАНе кандидатскую диссертацию.
По приглашению И. В. Курчатова работал в Институте атомной энергии (Курчатовский институт), занимаясь вопросами термоядерного синтеза, в Московском физико-техническом институте — заведующим кафедрой физики и химии плазмы.
В Курчатовском институте Владимир Дмитриевич Русанов работал научным сотрудником, начальником лаборатории, отдела, отделения, директором Института водородной энергетики и плазменных технологий.
С 1984 года — член-корреспондент Академии наук СССР по Отделению физикохимии и технологии неорганических материалов, а в 1992 году избран действительным членом Российской академии наук.
Область научных интересов: физическая химия, плазмохимия, физика плазмы. Под руководством В. Д. Русанова учёные института занимались вопросами добычи водорода, его хранения и применения в энергетике и на транспорте.
Владимир Дмитриевич Русанов, как администратор, был председателем Научного совета по водородной энергетике и технологии при Министерстве науки и технологий России, членом редакционных коллегий журналов «Химия высоких энергий», членом Всемирной ассоциации водородной энергетики.
Скончался 15 декабря 2007 года. Похоронен на Троекуровском кладбище Москвы (участок 7а).

## Труды
Владимир Дмитриевич Русанов — соавтор около 300 книг, изобретений, включая 6 монографий.
- В. Д. Русанов, А. А. Фридман. «Физика химически активной плазмы». М. Наука. 1984.
- В. Д. Русанов. «Современные методы исследования плазмы». М. Наука. 1962.

## Награды и премии
- Государственная премия СССР (1989) — за работы по изучению механизмов неравновесных плазмохимических процессов и основ плазменных технологий.